# Tang Chi Lun
"James" Tang Chi Lun (Hongkong, 15 juli 1975) is een Hongkongs autocoureur.

## Carrière
Tang begon zijn autosportcarrière in 2003 in het Hong Kong Touring Car Championship. Hij bleef hier twee seizoenen actief, voordat hij de overstap maakte naar het driften. Enkele jaren later keerde hij terug in het HKTCC, waarin hij opnieuw twee seizoenen deelnam.
In 2015 en 2016 kwam Tang uit in de Red Bull Drift Battle en eindigde in beide jaren in de top 10 van het kampioenschap. In het winterseizoen 2016-17 maakte hij de overstap naar de Asian Le Mans Series. Aan het eind van 2016 nam hij tevens deel aan het laatste raceweekend van de TCR International Series op het Circuito da Guia, waarin hij in een Honda Civic TCR uitkwam voor het Team TRC. Hij was echter niet gerechtigd om punten te scoren voor het kampioenschap.